# Выходов, Олег Петрович
Олег Петрович Выходов (род. 8 декабря 1949, Капрешты, Молдавская ССР, СССР) — советский и российский театральный актёр и педагог. Заслуженный артист РСФСР (1989). 

## Биография
Родился 8 декабря 1949 года в селе Капрешты Молдавской ССР. 
Учился в Высшем театральном училище имени Б. В. Щукина при театре имени Е. Б. Вахтангова, которое в 1973 году окончил, после чего был принят в Пермский академический театр драмы (Театр-Театр). 
Является педагогом актёрского мастерства, доцентом Пермского государственного института искусства и культуры, а также художественным руководителем выпущенных 2-х актёрских курсов. Некоторые ученики артиста успешно выступают в Пермских театрах, а также в других городах России. В 1989 году ему было присвоено звание Заслуженного артиста РСФСР. 

## Звания и награды
- Заслуженный артист РСФСР (8 июня 1989)[6].
- Диплом Всероссийского смотра спектаклей по произведениям Максима Горького[1].
- Диплом на 6-м театральном фестивале «Дворцы Санкт-Петербурга – детям», Санкт-Петербург[1].
- Диплом 40-го областного смотра «Театральная весна» (1988)[1].
- Лауреат VI областного театрального фестиваля «Волшебная кулиса» – «Лучшая роль второго плана» (Морской офицер Сорокин), спектакль «Подари мне лунный свет», г. Пермь (2001)[1].
- Почётная грамота СТД РФ за большой вклад в развитие театрального искусства (2002)[1].
- Почётная грамота Министерства культуры и массовых коммуникаций Российской Федерации (2006)[1].
- Благодарность председателя Законодательного собрания Пермского края (2017)[1].
- Лауреат XV краевого фестиваля-конкурса профессиональных театров Пермского края «Волшебная кулиса» – «Лучший драматический дуэт» в спектакле «Конец игры» (2019)[1].
- Медаль «Во славу и развитие Перми» к 300-летию краевой столицы (2023)[1].
- Отмечен многими другими дипломами, почётными грамотами и благодарственными письмами[1].

## Театральные работы

#### Пермский академический театр драмы[1]
- Вождь — А этот выпал из гнезда.
- Антон — Автобус
- Принц Бульонский — Адриенна Лекуврер
- Тирезий — Адская машина
- Сорокин — Аморальная история
- Созий — Амфитрион
- Алексей Александрович Каренин — Анна Каренина
- Граф Илья Андреевич Ростов — Бал. Наташа Ростова. Граф Толстой.
- Гаврило, клубный буфетчик, содержатель кофейной на бульваре — Бесприданница
- Кулек — Божьи коровки возвращаются на землю
- Салов — В день свадьбы
- Бухов — Валентин и Валентина
- Макаров — Варвары
- Змей-Горыныч — Василиса Прекрасная
- Фёдор — Вдовий пароход
- Чернец — Великий государь
- Муж — Визит дамы
- Слендер — Виндзорские насмешницы
- Трофимов — Вишнёвый сад
- Маслобоев — Владимирская площадь
- Тип из Мневников — Возможны варианты
- Горецкий — Волки и овцы
- Конь — Враги
- Злодей — Гамлет
- Аристократ — Голубая комната
- Скалозуб — Горе от ума
- Нищий — Деревья умирают стоя
- Остужев — Джентльмен
- Никало — Джулия Фарнезе
- Томас Эдисон-старший — Догвилль
- Жених Альдонсы — Дульсинея Тобосская
- Астров — Дядя Ваня
- Трубач — Егор Булычев и другие
- Леон — Женись и управляй женой
- Петренко — Зинуля
- Бартолус — Испанский священник
- Мерея — Калигула
- Режиссёр — Квадрат
- Бабушка — Квест «Снежная королева»
- Вурм — Коварство и любовь
- Нагг — Конец игры
- Король — Королевские цветы
- Крогстад — Кукольный дом
- Жеронт — Лекарь поневоле
- Доктор — Мигрировала Соль На Сицилию Регистрировать Фамилию
- Павлин — На бойком месте
- Беляков — Наваждение
- Мишель Старо — Нежданный друг
- Чёрный пёс — Остров сокровищ
- Сорокин — Подари мне лунный свет
- Разметнов — Поднятая целина
- Степан Харчевников — Последний срок
- Керсал — Постоянная жена
- Черник — Протокол одного заседания
- Метелица — Разгром
- Санчес — Реквием по Гренаде
- Лорд Стэнли — Ричард III
- князь Николай Андреевич Болконский; следователь — Сатурн
- Станек — Сельская любовь
- Каркунов — Сердце не камень
- Христов — Синие кони на красной траве
- Брисайль — Сирано де Бержерак
- Митя — Слон
- Борменталь — Собачье сердце
- Варравин, Полутатаринов — Тарелкин' Dream
- Мэкк-Нож — Трёхгрошовая опера
- Пепи — Три соловья, дом 17
- Михайло — Украденное счастье
- Недригайлов — Усвятские шлемоносцы
- Бельярдо — Учитель танцев
- Альбафьорит, Фабрицио — Хозяйка гостиницы
- Дон Филиберто — Честный авантюрист
- Чехов — Чехов в Ялте
- Сергей Петрович Караулов — Чужой ребёнок
- Шельменко — Шельменко-денщик
- Арнольф — Школа жён
- Гарри — Шум за сценой
- Носильщик — Я тоже хочу на бал
- Другие роли

## См. другое
- Театр-Театр
- Труппа и приглашённые артисты Пермского академического Театра-Театра